# Blätterungskohomologie
In der Mathematik ist die Blätterungskohomologie eine Kohomologietheorie zur Beschreibung von Blätterungen.
Sie ist eine Modifikation der De-Rham-Kohomologie, bei der die Differentialformen und Differentiale nur entlang von Blättern betrachtet werden. Sie hat eine im Vergleich zur De-Rham-Kohomologie sehr viel komplexere Struktur, zum Beispiel sind die Kohomologiegruppen auch bei kompakten Mannigfaltigkeiten oft unendlich-dimensional.

## Definition
Sei {\displaystyle M} eine glatte {\displaystyle n}-Mannigfaltigkeit und {\displaystyle {\mathcal {F}}} eine {\displaystyle C^{r}}-Blätterung der Kodimension {\displaystyle q=n-p} mit {\displaystyle 1\leq r\leq \infty } und {\displaystyle 0\leq p\leq n}. Man bezeichnet mit {\displaystyle T{\mathcal {F}}} das zu den Blättern von {\displaystyle {\mathcal {F}}} tangentiale Unterbündel des Tangentialbündels {\displaystyle TM} und mit {\displaystyle T^{*}{\mathcal {F}}} das duale Bündel.
Der Raum der Blätterungsdifferentialformen (d. h. der entlang von Blättern definierten Differentialformen) ist
{\displaystyle \Omega ^{*}(M,{\mathcal {F}}):=\Gamma ^{r}(M,\Lambda ^{*}(T^{*}{\mathcal {F}}))},
also der Raum der {\displaystyle C^{r}}-Schnitte in der äußeren Algebra von {\displaystyle T^{*}{\mathcal {F}}}. Äquivalent ist
{\displaystyle \Omega ^{*}(M,{\mathcal {F}})=\Omega ^{*}(M)/I^{*}({\mathcal {F}})}
mit
{\displaystyle I^{*}({\mathcal {F}}):=\left\{\omega \in \Omega ^{k}(M)\vert \omega (v)=0\ \forall \ v\in \Gamma ^{r}(M,\Lambda ^{k}(T{\mathcal {F}}))\right\}}.
Nach dem Satz von Frobenius bildet die äußere Ableitung {\displaystyle I^{*}({\mathcal {F}})} auf sich ab und definiert somit ein wohldefiniertes Differential
{\displaystyle d^{*}\colon \Omega ^{*}(M,{\mathcal {F}})\to \Omega ^{*+1}(M,{\mathcal {F}})}.
Lokal kann man in einer Blätterungskarte eine Blätterungsdifferentialform als
{\displaystyle \omega =\sum _{i_{1},\ldots ,i_{k}}f(x_{1},\ldots ,x_{p},y_{1},\ldots ,y_{q})dx_{i_{1}}\vee \ldots \vee dx_{i_{k}}}
beschreiben, wobei {\displaystyle x_{1},\ldots ,x_{p}} die lokalen Koordinaten in Richtung der Blätter und {\displaystyle y_{1},\ldots ,y_{q}} die Koordinaten in transversaler Richtung sind. In solchen Koordinaten beschreibt man das Differential durch
{\displaystyle d\omega =\sum _{i_{1},\ldots ,i_{k}}\sum _{j}{\frac {\partial f}{\partial x_{j}}}(x_{1},\ldots ,x_{p},y_{1},\ldots ,y_{q})dx_{i_{1}}\vee \ldots \vee dx_{i_{k}}}.
Die Blätterungskohomologie ist dann definiert als
{\displaystyle H^{*}(M,{\mathcal {F}}):=\operatorname {Kern} (d^{*})/\operatorname {Bild} (d^{*+1})}.
Die Kohomologiegruppen sind Frechet-Räume, die im Allgemeinen nicht hausdorffsch sein müssen. Man betrachtet deshalb auch die reduzierte Blätterungskohomologie
{\displaystyle {\overline {H}}^{*}(M,{\mathcal {F}}):=\operatorname {Kern} (d^{*})/{\overline {\operatorname {Bild} (d^{*+1})}}}.

## Beispiele
- Für die Blätterung des {\displaystyle \mathbb {R} ^{1}} durch Punkte ist {\displaystyle H^{0}(\mathbb {R} ,{\mathcal {F}})=C^{\infty }(\mathbb {R} )} und {\displaystyle H^{k}(\mathbb {R} ,{\mathcal {F}})=0} für {\displaystyle k>0}.
- Für die von einer Untergruppe {\displaystyle H\subset G} induzierte Blätterung eines lokal homogenen Raums {\displaystyle M=\Gamma \backslash G} ist {\displaystyle H^{*}(M,{\mathcal {F}})=H^{*}({\mathfrak {h}},C^{\infty }(M))}, wobei {\displaystyle {\mathfrak {h}}} die Lie-Algebra von {\displaystyle H} und {\displaystyle H^{*}({\mathfrak {h}},C^{\infty }(M))} ihrer Lie-Algebren-Kohomologie mit Koeffizienten in {\displaystyle C^{\infty }(M)} ist.

## Eigenschaften
- Die Blätterungskohomologie ist invariant unter tangentialen Homotopien.
- Es gibt eine natürliche Mayer-Vietoris-Sequenz für die Blätterungskohomologie.
- Für Riemannsche Blätterungen lässt sich die Blätterungskohomologie mittels transversaler Hodge-Theorie einer bündelartigen Metrik berechnen.